# Przytulinka wiosenna
Przytulinka wiosenna, przytulia wiosenna, krucjata wiosenna (Cruciata glabra (L.) Opiz) – gatunek roślin z rodziny marzanowatych. Występuje w północno-zachodniej Afryce, południowej, środkowej i wschodniej Europie, zachodniej i środkowej Azji. W Polsce występuje w niższych położeniach górskich oraz w południowej i środkowej części niżu, na północy tylko na bardzo rozproszonych, pojedynczych stanowiskach. Gatunek osiąga w Polsce północną granicę swojego zasięgu.

## Morfologia

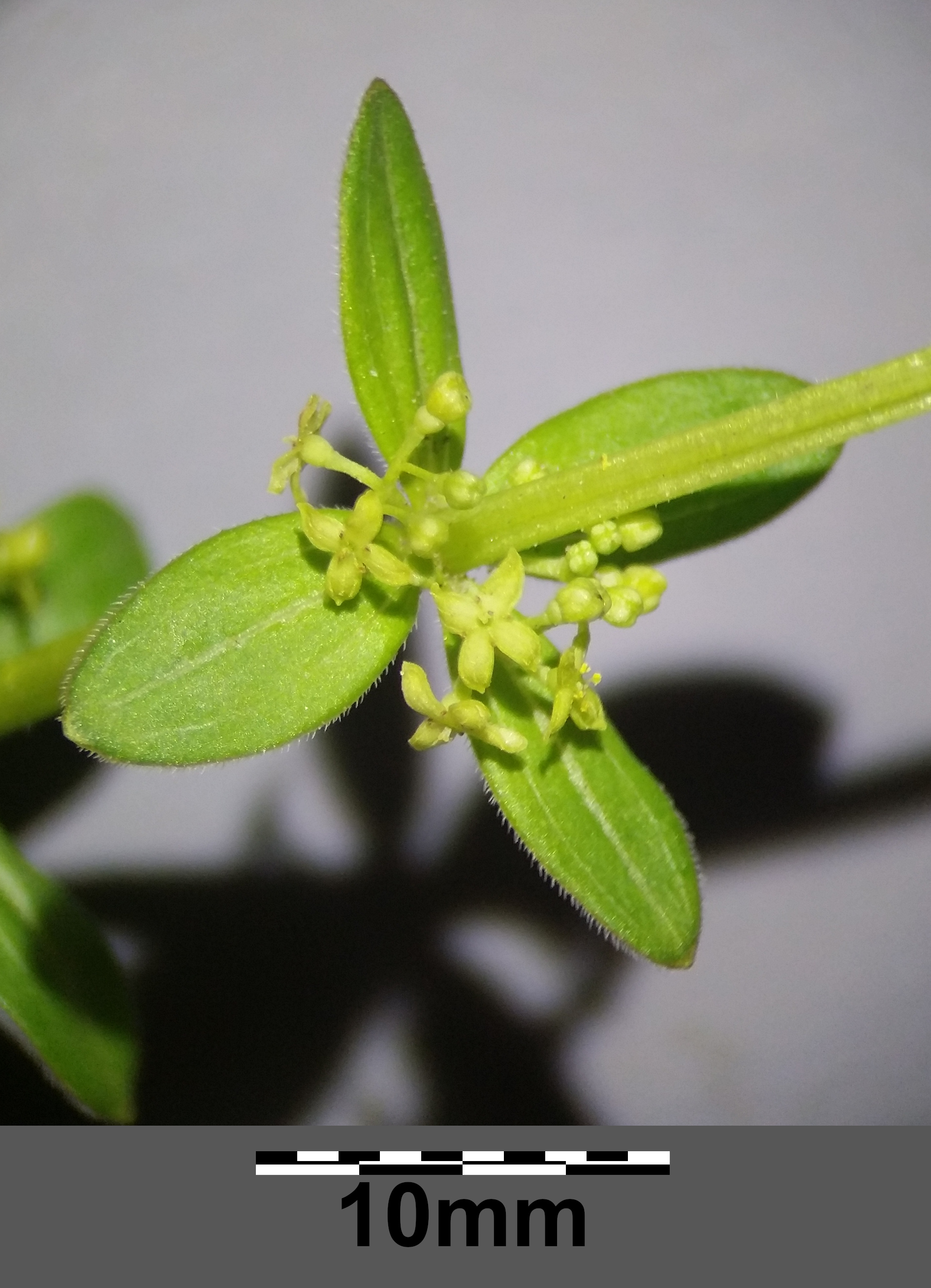
Kwiatostan

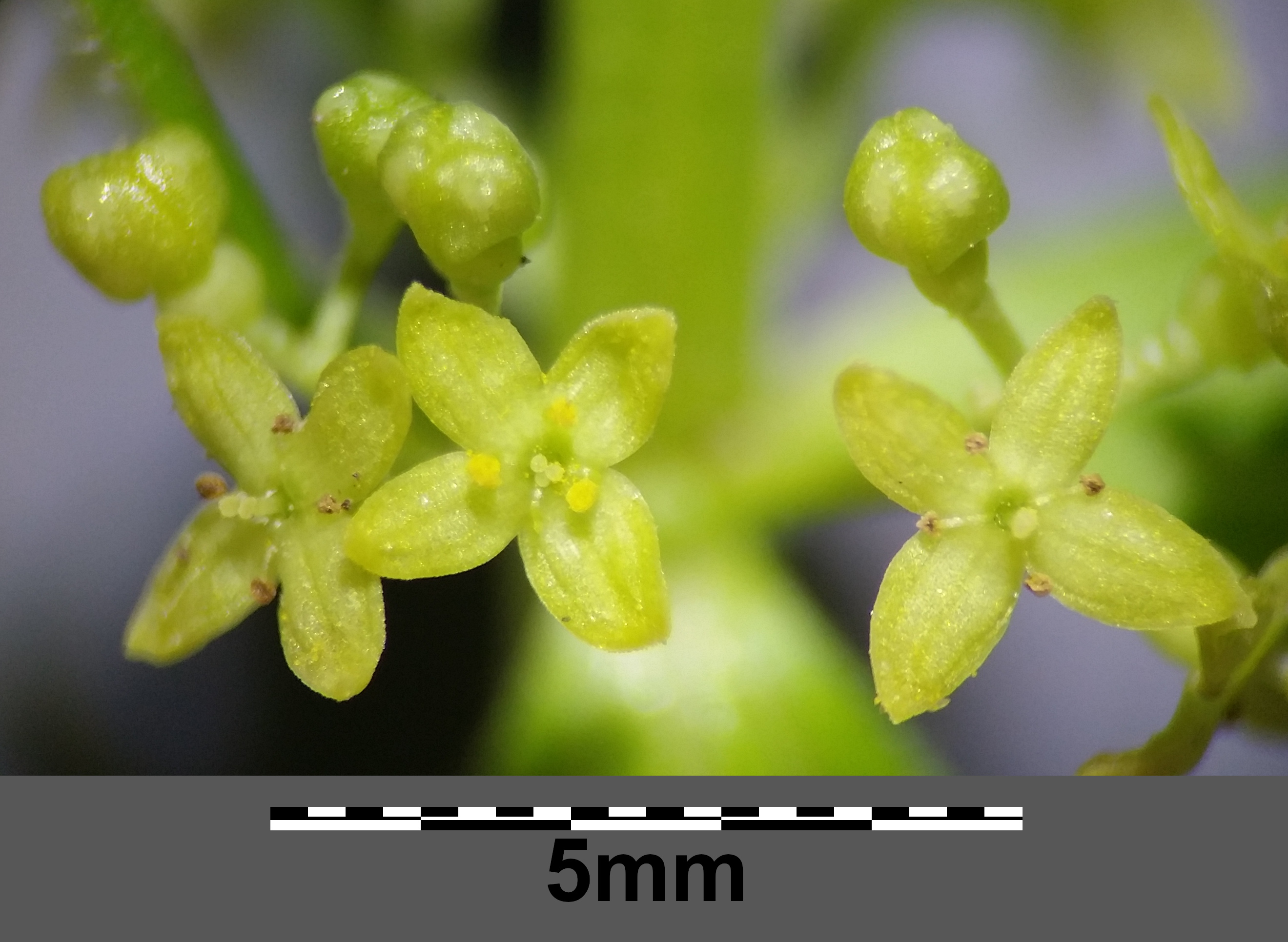
Kwiaty

ŁodygaO wysokości 10–30 cm, wzniesiona lub podnosząca się, sztywna, pojedyncza, naga lub słabo owłosiona, czworokanciasta.
LiścieEliptyczne, podługowate bądź lancetowate, po cztery w okółkach, trójnerwowe, barwy żółtozielonej.
KwiatyŻółtozielone, czterołatkowe, zebrane w baldachokształtne kwiatostany w kątach liści. Gałązki kwiatostanowe nieowłosione i pozbawione przysadek.
OwocRozłupnia.

## Biologia i ekologia
Bylina, kwitnie od kwietnia do czerwca. Zasiedla skraje lasów, zarośla, łąki i pastwiska. Preferuje gleby wapienne.

## Systematyka
W obrębie gatunku wyróżnia się cztery podgatunki:
- Cruciata glabra subsp. balcanica (Ehrend.) Soó
- Cruciata glabra subsp. glabra
- Cruciata glabra subsp. hirticaulis (Beck) Natali & Jeanm.
- Cruciata glabra subsp. krylovii (Iljin) E.G.Naumova